# Szügy
Szügy là một thị trấn thuộc hạt Nógrád, Hungary. Thị trấn này có diện tích 19,51 km², dân số năm 2010 là 1397 người, mật độ 72 người/km².